# 東氏
東氏（とうし、ひがしし）

## 概要
1. 千葉氏一族の東氏（とうし）。前段を参照。
2. 南部氏一族の東氏（ひがしし）。後段を参照。
3. 佐竹氏一族の東氏（佐竹東家）。佐竹氏を参照。
4. 出雲氏一族の東氏。出雲国造と高岡氏と弘融を参照。

## 東氏（千葉氏一族）
東氏（とうし）は、日本の氏族で、千葉氏の庶族。桓武平氏。古今伝授の家として有名。
東氏の祖は千葉常胤の六男・東六郎大夫胤頼で、下総国東庄（現在の千葉県東庄町）を領したために東氏を名乗った。胤頼は上洛して大番役となり、上西門院に仕え、従五位下に叙爵された。その後、治承・寿永の乱で源頼朝が挙兵した際は、父の千葉常胤に頼朝への加勢と下総目代を誅することを主張し、常胤もこれを認めて頼朝の軍に合流する事を決定し、胤頼は甥・成胤と共に下総目代を襲い攻め滅ぼした。胤頼は従五位下に叙されたが、これは父・常胤の位の正六位上よりも上である。胤頼が父より高位を贈られた理由として、和歌などの文芸に通じていたとされる。
胤頼の子は東兵衛尉重胤で、1190年頃に家督を継承したとされる。正治元年（1199年）の梶原景時の変では、御家人66名による弾劾署名の中に名前を連ねている。その後は、胤頼の影響もあり、歌人として源実朝の信任を得て近習となった。
重胤の子の東中務丞胤行（素暹）も歌人であり、文筆や和歌を通じて源実朝・藤原頼経・藤原頼嗣・宗尊親王の4人に出仕した。東氏の伝承では、藤原定家の子・藤原為家に和歌を学んだとされ、また胤行は為家から伝授された和歌の解釈の奥義を「家説（家流）」として伝え、為家の娘を娶ったとされるが、為家の嫡流子孫の二条家にはそのような伝承や史料は存在しない。
『明月記』天福元年（1233年）2月7日条には、胤行が定家邸を訪れたことが記録されている。この時、胤行は定家と親交が深かった歌人の源家長の書状（おそらく紹介状か）を持参しており、当時定家は『新勅撰和歌集』の編纂を行っていたことから、胤行も勅撰集に自身の和歌が撰ばれるのを願って家長の紹介を受けて訪問したもの考えられる。しかし、定家は取次の者に「自昨日腰損不動身、不能対面之由」と返答させ追い返した。取次の者が理由を聞くと、胤行は直垂を着ながら車に乗って来ており、その直垂と車の組み合わせは不釣合いであり、胤行の人物についても、手跡や歌風が定家と対立した九条基家と似ていると噂で聞いており（つまり定家は自ら胤行の和歌を見たわけではない）、胤行に対して良い印象を抱いていないからだと答え、「年老いてなお珍しいもの好きの人間が多く訪ねてくる」と皮肉を含んだ愚痴を言い、屈原の「漁父辞」を思い出している。この記述から、定家は胤行とは面識がなかったことがわかり、例え為家の娘が東氏に嫁いでいたとしても（実際にそのような記録はない）、胤行の子の東六郎行氏は為家女腹ではないということになる。
室町時代中期の当主東常縁は古今伝授を受けた歌人として有名である。応仁の乱が勃発すると、東氏は山名氏の西軍に味方し、細川氏の東軍に味方した美濃守護の土岐氏と対立する。
戦国時代に入ると衰退し、永禄2年（1559年）、東常慶は一族（異説あり）の遠藤氏と対立し、娘婿の遠藤盛数に攻められ滅亡した。以後は遠藤氏が東氏の家督も継承した。一方で家督を奪われた常慶の子の常尭は飛騨の内ヶ島氏理の庇護を受けたものの、天正大地震による山崩れにより内ヶ島氏と共に死亡した。遠藤盛数は江戸時代には美濃郡上藩主となり、その後子孫は近江三上藩（滋賀県野洲市）へ移封されて存続した。最後の藩主である遠藤胤城は明治維新後に縁のある東氏に改姓し、子爵を授けられている。
郡上市大和町には東氏の館の庭園跡がある。

### 歴代当主
- 東胤頼
- 東重胤
- 東胤行
この後下総系東氏と美濃系東氏に分かれる。
- 東行氏

## 東氏（南部氏一族）
東氏（ひがしし）は、日本の氏族で、南部氏の庶族。
八戸氏の伝承や『改正諸家系譜』によれば、南部時実の子・政行が東次郎と名乗ったことにはじまるという。そして『改正諸家系譜』では東氏の家督は子・東重行が継ぎ、また重行は嗣子の無い工藤氏の名跡も継いだといい、重行の跡は子・東政純が継いだが、以後は不明となったとされる。ただし重行以降は他の南部系図にみえていない。
『参考諸家系図』によれば、三戸南部14代当主・南部義政の子・東三郎信政を祖とするという。なお政行を祖とする『改正諸家系譜』は信政が東氏の名跡を継いだとする。また梅内氏の伝承によると、工藤氏に男子が無く信政が養子となって工藤を称し、のち東に改めたという。ただし三戸南部氏の系図に信政はみえず、南部家15代は義政の弟・政盛が継いでいる。
北氏や九戸氏などとともに南部氏の一門として重きをなした。2000石を領した直義の代には九戸政実の乱の鎮圧に活躍した。
直義の跡は病身の長男・東重義に代わって次男・直次（胤政）が継ぎ、2400石を知行した。胤政の跡は毛馬内直次の子・東直胤を養子に迎えたが、直胤にも子がなく無嗣断絶となった。のちに重義の子・政義が召しだされ、直胤の遺領のうち250石（のち加増で300石）を与えられ東氏は再興された。東政甫のときに家老に就任し、加増もされ500石となった。以後は家老も勤めるようになり、政智の代には加増により700石余に達した。また文政元年（1818年）、東政智は八戸氏・中野氏・北氏・南氏とともに南部姓への復姓を命じられ、以後の東氏嫡流は南部姓を名乗ることになった。
しかし天保12年（1841年）正月、当主の東政博は藩主・南部利済の側近政治に抗議して自害してしまい、幕法によって東氏は家禄および家屋没収処分となった。東氏の家柄のため、同年6月に嫡男・政図が再興を許されたが、家禄は350石となり、また南部姓は名乗れず東姓での召し出しであった。
加増はされなかったが、政図のときに東家の家格は再興することになる。嘉永3年（1850年）、政図は13代藩主南部利義の小姓となる。当時の利義は12代藩主で父・利済によって隠居に追い込まれており、藩政は利済の院政となって利義派も弾圧されていた。利済が幕府により蟄居処分を受け院政が終わると、14代藩主利剛のもと、政図は家老・楢山佐渡とともに幕末の盛岡藩政を主導する立場となった。しかし政図は藩政改革で急進的立場をとったことで穏健的な楢山らと対立、また弾圧されていた利義派の再興を図ったため、藩主・利剛などの反発も買い、嘉永7年（1854年）御役御免となり失脚した。以後は楢山佐渡と政図が対立する構図となった。嘉永9年（1856年）には高知衆となっている。
戊辰戦争では、新政府派の政図は失脚し、楢山佐渡の主導の下、盛岡藩は奥羽越列藩同盟側に参加した。しかし戦争が列藩同盟側の敗北に終わると、戦後処理のため政図が復権、新政府との交渉を担った。廃藩置県後も政図は盛岡県大参事を務めるなど活動した。東氏は明治43年（1910年）ごろに南部姓に復姓している。
分家には東三政の子孫と東政義の系統がある。政勝の弟・三政の家は三政の子の代に東野氏・名久井氏と姓を改めて幕末に至っている。東政満の長男東政貞は別家したが、政貞の子・東政芳が政満の養子となり他に子が無かったため絶家となった。ただし政芳は本家を継いでいない。継いだのは東政義の四男・伝十郎政房が立てていた分家である。この伝十郎家は幕末まで続いた。

### 系譜
```
　　　　　　　　　　
南部義政

　　　　　　　　　　　 ┃
　　　　　　　　　　
東信政

　　　　　　　 ┏━━━┫
　　　　　　岩泉信時　
政継

　　　　　　　　　　　 ┃
　　　　　　　　　　　
政重

　　　　　　　 ┏━━━┫
　　　　　　　
三政
　　
政勝

　　 ┏━━━━┫　　　┃
名久井政邑　東野幸頼　
重康

　 　　　　　　　　　　┃
　　　　　　　　　　　
直義

　 　　　　　　　　　　┣━━━━┓
　　　　　　　　　　　
直次
　　　
重義

　 　　　　　　　　　　∥　　　　┃
　　　　　　　　　　　
直胤
　　　
政義

　 　　　　┏━━━┳━━━┳━━┫
　　　　　
政房
　北政末　北政本　
政満

　 　　　　∥　　　　　　　┏━━╋━━┓
　　　　　
政芳
　　　　　北政斧　
政寿
　
政貞

　　　　　　　　　　　　　 ┏━━┫　　┃
　　　　　　　　　　　　
北節継
　
政甫
　
政芳

　　　　 　　　　　　　　　　　　┃
　　　　　　　　　　　　　　　　
直張

　　　　　　　　　　　　　　　　 ┃
　　　　　　　　　　　　　　　　
政智

　　　　 　　　　　　　　　　　　┃
　　　　　　　　　　　　　　　　
政方

　　　　　　　　　　　　　　　　 ┃
　　　　　　　　　　　　　　　　
政博

　　　　　　　　　　　　　　　　 ┃
　　　　　　　　　　　　　　　　
政図

　　　　　　　　　　　　　　　　 ┃
　　　　　　　　　　　　　　　　政徳
```